# 아톨레
아톨레(Atole, 나와틀어 ātōlli nah 또는 마야어에서 유래한 것으로 추정)는 아톨리, 아톨 및 아톨 데 엘로테라고도 불리며, 멕시코 기원의 전통적인 뜨거운 마사 기반 음료이다. 아톨레에는 바닐라, 계피, 구아바 등 다양한 맛을 추가할 수 있다. 초콜릿 아톨레는 참푸라도 또는 단순히 아톨레라고 알려져 있다. 주로 타말과 함께 제공되며, 망자의 날(11월 2일 관찰)과 라스 포사다스(크리스마스 연휴 시즌) 동안 매우 인기가 많다.

## 마야 기원
많은 고전 마야 채색 그릇에는 "헌정 공식" 또는 "주요 표준 시퀀스"(PSS)로 알려진 명문 장르가 특징이며, PSS의 내용 섹션에 언급된 두 가지 주요 성분은 카카오와 아톨레였다.

## 지역별 종류

### 멕시코
멕시코에서 이 음료는 주로 마사(닉스타말 가루), 물, 필론시요(정제되지 않은 사탕수수 설탕), 계피, 바닐라, 그리고 선택적으로 초콜릿 또는 과일을 포함한다. 혼합물을 블렌딩한 후 제공 전에 가열한다. 아톨레는 마사를 코말(철판)에 굽고, 계피 스틱과 함께 끓인 물을 추가하여 만든다.

### 중앙아메리카
과테말라, 온두라스, 엘살바도르, 니카라과에서는 아톨 데 엘로테(옥수수 아톨) 또는 단순히 아톨레가 인기 있는 음료이다. 파인애플 아톨(아톨 데 피냐)도 엘살바도르에서 소비된다. 과테말라의 종류로는 아톨 슈코("더러운" 아톨, 더 어두운 색깔을 나타냄)가 있으며, 특히 도시에서 인기가 많다.

### 과테말라
과테말라에서 국립아동건강 및 인간개발연구소(National Institute of Child Health and Human Development)는 INCAP에 자금을 지원하여 단백질 섭취량 개선이 아동 발달 테스트 점수 향상으로 이어진다는 가설을 검증하기 위한 지역사회 무작위 대조군 연구를 수행했다. 그들에게는 INCAPARINA(주로 옥수수를 함유한 INCAP이 개발한 식물성 단백질 혼합물), 탈지분유, 설탕, 향미제를 사용하여 만든 고단백 아톨레 유사 음료가 제공되었다.

### 뉴멕시코
멕시코의 많은 지역과 미국 내 원주민, 히스패닉 또는 멕시코 문화적 뿌리를 가진 공동체에서는 아톨레가 전통적인 위안을 주는 음식이다. 추운 날에는 종종 아침 식사나 저녁 식사 후 간식으로 먹는다.
뉴멕시코주에서는 블루콘 아톨레는 조리를 위해 곱게 갈아 구운 콘밀로, 따뜻하게 제공되는 곡물 포리지 스타일 음료로, 보통 설탕으로 달게 하거나 우유로 묽게 만든다. 일반적으로 크림 오브 휘트나 오트밀처럼 아침 식사로 제공된다. 어르신들은 아톨레가 에너지를 주어 마셨다고 하며, 수유 중인 산모는 더 많은 우유를 생산하기 위해 아톨레를 마신다고 한다.
뉴멕시코의 푸에블로족은 때때로 아톨레를 차퀘웨 또는 차퀘와라고 부른다.
조상 푸에블로인들은 기원전 약 2000년에 옥수수를 재배하기 시작했으며, 기원후 205년경부터는 진보된 관개수로를 사용했다. 이후 스페인 식민화 시기에는 무어의 영향을 받은 아세키아 시스템으로 블루콘을 관개했다. 호피족은 블루콘 씨앗을 한 구멍에 여러 씨앗을 묶어 심는데, 때로는 지하수에 닿을 만큼 깊게 심기도 한다.
아톨레 포리지는 디네족에게는 머시(mush)라고 불리며, 주니퍼 재가 추가된다. 호피족에게는 와타카(wataca)라고 불린다. 아톨레 가루는 호피족의 피키 빵을 만드는 데 사용된다.

## 문화적 언급
이 음료는 스페인어 관용구인 "dar atole con el dedo"("엄지로 아톨레를 주다")에서 언급되는데, 이는 속임수로 사람을 달랜다는 의미이다. 이는 유모가 아기를 달래기 위해 엄지에 아톨레를 사용하던 관행에서 유래했을 수도 있고, 또는 콜럼버스 이전 시대의 멕시코에서 가뭄 기간 동안 타말과 아톨레를 나누어 주던 관행을 가리킬 수도 있다.

## 같이 보기
- 아베나 (음료)
- 브로스
- 치차 모라다
- 오르차타
- 그루얼
- 포솔
- 뜨거운 음료 목록
- 옥수수 요리 목록
- 포리지 목록